# Richard Dahl
Richard Dahl (Landskrona, 5 agosto 1933 – 8 agosto 2007) è stato un altista svedese.
Il suo miglior risultato in carriera è stata la medaglia d'oro ai Campionati europei di Stoccolma 1958.

## Palmarès
- Europei

Stoccolma 1958: oro nel salto in alto;